# Supercopa de los Países Bajos 1997
La Supercopa de los Países Bajos 1997 (Johan Cruijff Schaal 1997 en neerlandés) fue la 8.ª edición de la Supercopa de los Países Bajos. El partido se jugó el 17 de agosto de 1997 en el Amsterdam Arena entre el PSV Eindhoven, campeón de la Eredivisie 1996-97 y el Roda JC, campeón de la KNVB Beker 1996-97. PSV ganó por 3-1 en el Amsterdam Arena frente a 15.000 espectadores.
| PSV Eindhoven |  | Bandera de los Países Bajos |  | Campeón de la Eredivisie 1996-97               |
| Roda JC       |  | Bandera de los Países Bajos |  | Campeón de la Copa de los Países Bajos 1996-97 |

## Partido
| 17 de agosto de 1997, 18:00 | PSV Eindhoven                   | 3:1 (1:0) | Roda JC       | Amsterdam Arena, Ámsterdam                           |                                                      |
|                             | Cocu 22' 90+1' · De Bilde 90+2' | Reporte   | 48' Van Houdt | Asistencia: 15.000 espectadores Árbitro(s): Dick Jol | Asistencia: 15.000 espectadores Árbitro(s): Dick Jol |

|                                  |
| Campeón PSV Eindhoven 3.º título |